# Amuri daru
Az amuri daru (Grus vipio) a madarak osztályának a darualakúak (Gruiformes) rendjébe, azon belül a darufélék (Gruidae) családjába tartozó faj.

## Előfordulása
Mongólia, Oroszország és Kína területén költ. Telelni Koreai-félszigetre, Japánba és Kazahsztánba vonul.  A Távol-Kelet nedves rétein, füves, mocsaras területein él.

## Megjelenése
Testhossza 130-140 centiméter, szárnyfesztávolsága 200-230 centiméter, testtömege 5-6 kilogramm.

## Életmódja
Mint minden daru, ez a faj is szigorú monogám párkapcsolatban él, párját többnyire egy életre választja.
Magvakkal, rügyekkel, levelekkel és kisebb állatokkal táplálkozik. Kinyújtott nyakkal és lábakkal repül.

## Szaporodása
A hím a nász idején kinyújtott nyakkal, feltartott fejjel udvarol a tojónak. A tojó a földre, növényi anyagokból épített kisebb halomra rakja tojásait. Általában kettő tojást tojik a tojó, melyeken a hímmel felváltva költenek 28-30 napig. A fiókákat is együtt nevelik fel.
|  |  |

## Természetvédelmi helyzete
Az amuri daruból nagyjából 5000 egyed él a természetben, és létszáma folyamatosan csökken. Hajdan a kivételes szépségük miatt vadászták őket, ma már jelentősebb veszélyt jelent a mezőgazdaság térnyerése eredeti élőhelyükön. A párzásra alkalmas területek folyamatosan csökkennek, a sztyepp-tüzek és a mérgezések szintén jelentősen apasztják a létszámukat.
Összehangolt tenyésztéssel próbálják meg megmenteni a fajt. Európában az Európai Állatkertek és Akváriumok Szövetsége felügyelete alá tartozó Európai Veszélyeztetett Fajok Programja (EEP) keretében tenyésztik a faj egyedeit.
Az európai állatkertekben kb. 160 amuri daru él, többnyire párban. Tekintve a faj természetben való veszélyeztetettségét, nagyon fontos ennek a viszonylag kedvező populációméretnek a fenntartása. Ugyanakkor nem csak a megfelelő egyedszámra kell figyelni, hanem az állatkerti állatok genetikai változatosságára is, hiszen a „génbanki” funkciót csak ekkor tudja az állatkert megfelelően betölteni. A változatos génállományú populációk ugyanis jóval életképesebbek, jobban ellenállnak a járványoknak és a környezeti hatásoknak, így egy esetleges jövőbeni visszatelepítésre is alkalmasabbak.
Magyarországon két állatkertben,  a Szegedi Vadasparkban és a Nyíregyházi Állatparkban élnek amuri darvak. Szegedre 2009-ben került egy pár amuri daru a müncheni, illetve a prágai állatkertből. Nyíregyházán 2018-óta él  együtt egy tenyészpár akik első fiókája meg is született 2020-ban.  A cél mindkét kertben az, hogy a faj szaporításával támogassa a vadaspark a nemzetközi fajmegmentési programot.